# Ctenus calcarifer
Ctenus calcarifer är en spindelart som beskrevs av F. O. Pickard-Cambridge 1902. Ctenus calcarifer ingår i släktet Ctenus och familjen Ctenidae. Inga underarter finns listade i Catalogue of Life.